# NGC 7455
NGC 7455 في الفهرس العام الجديد، هي مجرة، تقع في كوكبة الحوت. اكتشفت في 14 أكتوبر 1884 بواسطة لويس سويفت.

## روابط خارجية
- NGC 7455 على موقع ويكي سكاي: DSS2, SDSS, GALEX, IRAS, Hydrogen α, X-Ray, Astrophoto, Sky Map, Articles and images